# Alfrun Kliems
Alfrun Kliems (ur. 23 maja 1969 we Wriezen) – profesor na Uniwersytecie Humboldtów w Berlinie, gdzie pracuje w Instytucie Slawistyki i Hungarystyki. Jej zainteresowania badawcze skupiają się wokół migracji i przesunięć językowych w literaturze i poezji Europy środkowo-wschodniej oraz polskich, czeskich i słowackich komiksach o romantyzmie.

## Życiorys
W latach 1988–1993 studiowała rusycystykę i bohemistykę na Uniwersytecie Humboldtów w Berlinie oraz na Uniwersytecie Karola w Pradze. W 2000 roku napisała i obroniła pracę doktorską o tytule „Im Stummland. Zum deutsch-sprachigen Exilwerk von Libuše Moníková, Jiří Gruša und Ota Filip”.
Od 1998 do 2001 roku była pracownikiem naukowym w Centrum Nauk Humanistycznych Historii i Kultury Europy Środkowo-Wschodniej w Lipsku (GWZO), zajmując się wówczas pracą nad projektem „Podstawowe pojęcia i autorzy literatury na uchodźstwie Europy Środkowo-Wschodniej 1945–1989”.
W roku 2001 rozpoczęła pracę naukową w Instytucie Slawistyki Uniwersytetu Humboldta w Berlinie. Od 2004 do 2011 roku była koordynatorką ds. Literaturoznawstwa Europy Środkowo-Wschodniej w Lipskim GWZO, zaś od semestru zimowego 2012/2013 jest profesorem literatur i kultur zachodniosłowiańskich na Uniwersytecie Humboldta w Berlinie.
W swoich projektach badawczych zajmuje się głównie zachodniosłowiańską literaturą emigracyjną w latach 1945–1989, wymianą językową, transkulturowością i romantyzmem w komiksach z Europy Środkowo-Wschodniej.

## Członkostwo
Zastępca Przewodniczący Rady Naukowej Instytutu Historii i Kultury Europy Wschodniej im. Leibniza (GWZO) (Lipsk).
Członek zarządu Collegium Carolinum (Monachium).
Członek zarządu Herder Research Council w (Marburg).
Członek Naukowej Rady Doradczej Centrum Badawczego Europy Wschodniej w Bremie.
Członek jury Nagrody Otokara Fischera, Institut pro studium literatury (Praga).
Współredaktor magazynu „Bohemia”.
Rada Naukowa ds. Cyklu „Kultury na wygnaniu”.
Redakcja „Slovenská literatúra”, słowacki AdW (Bratysława).
Comité consultatif Revue „Cultures d’Europe centrale” Sorbona (Paryż).
Redakcja „Autobiografia. Literatura. Kultura. Media”, Uniwersytet Szczeciński.
Członek jury Nagrody Hilde Domin w dziedzinie literatury na uchodźstwie, lata 2005–2007.

## Wybrane publikacje
Teksty naukowe – monografie:
- Karl May im Böhmerwald, Vampire in Warschau und ein Räuber im Frauenkleid. Romantikadaptionen in Comics aus Ostmitteleuropa., Berlin, 2021 (w trakcie)
- Underground Modernity. Urban Poetics in East Central Europe, Pre- and Post-1989., Budapest: CEU Press, 2021 (w druku).
- Der Underground, die Wende und die Stadt. Poetiken des Urbanen in Ostmitteleuropa. Bielefeld: Transcript, 2015
- Grundbegriffe und Autoren ostmitteleuropäischer Exilliteraturen 1945-1989. Versuch einer Systematisierung und Typologisierung.(red. Eva Behring, Juliane Brandt, Mónika Dózsai, Alfrun Kliems, Ludwig Richter und Hans-Christian Trepte), Stuttgart: Steiner, 2004
- Im Stummland. Zum Exilwerk von Libuše Moníková, Jiří Gruša und Ota Filip. Frankfurt, 2002[3]

Redakcja:
- Haiku – Epigramm – Kurzgedicht. Kleine Formen in der Lyrik Mittel- und Osteuropas, red. C. Gölz, A. Kliems, B. Krehl, Kolonia, Weimar, Wiedeń, Böhlau Verlag, 2021.
- Performance, Cinema, Sound. Perspectives and Retrospectives in Central and Eastern Europe, red. T. Glanc, Z. Kazalarska, A. Kliems, Berlin: LIT Verlag, 2019.
- Die unerträgliche Leichtigkeit des Haiku. Der Künstler Karel Trinkewitz, red. C. Gölz, A. Kliems, B. Krehl, Wettin-Löbejün: wyd. Janos Stekovics, 2016.
- Spielplätze der Verweigerung. Gegenkulturen im östlichen Europa nach 1945, red. C. Gölz, A. Kliems, Kolonia, Weimar, Wiedeń, Böhlau 2014.
- Unter der Stadt. Subversive Ästhetiken in Ostmitteleuropa, red. M. Dózsai, A. Kliems, D. Poláková, Kolonia, Weimar, Wiedeń, Böhlau 2014.
- Überbringen – Überformen – Überblenden. Theorietransfer im 20. Jahrhundert, red. Dietlind Hüchtker. Alfrun Kliems. Kolonia, Weimar, Wiedeń, Böhlau 2011.
- The Post-Socialist City. Continuity and Change in Urban Space and Imagery, red. Marina Dmitrieva, Alfrun Kliems. Berlin, Jovis 2010.
- Imaginationen des Urbanen. Konzeption, Reflexion und Fiktion von Stadt in Mittel- und Osteuropa, red. A. Bartetzky, M. Dmitrieva, A. Kliems, Berlin: Lukas Verlag, 2009.
- Lyrik des 20. Jahrhunderts in Ost-Mittel-Europa. Bd. III: Intermedialität, red. A. Kliems, U. Raßloff, P. Zajac, Berlin: Frank & Timme, 2007.
- Lyrik des 20. Jahrhunderts in Ost-Mittel-Europa. Bd. II: Sozialistischer Realismus, red. A. Kliems, U. Raßloff, P. Zajac, Berlin: Frank & Timme, 2006.
- Lyrik des 20. Jahrhunderts in Ost-Mittel-Europa. Bd. I: Spätmoderne. red. A. Kliems, U. Raßloff, P. Zajac, Berlin: Frank & Timme, 2006.
- Slowakische Kultur und Literatur im Selbst- und Fremdverständnis. red. A. Kliems, Stuttgart: Steiner, 2005.
- Sinnstiftung durch Narration in Ost-Mittel-Europa. Geschichte-Literatur-Film, red. A. Kliems, M. Winkler, Lipsk: Universitätsverlag, 2005[3].

Czasopisma i broszury:
- Mitropa. GWZO-Jahresheft 2010, red. C. Lübke, S.Troebst, A. Kliems, Lipsk 2010.
- Mitropa. GWZO-Jahresheft 2011, red. C. Lübke, S. Troebst, A. Kliems, Lipsk 2011.
- Mitropa. GWZO-Jahresheft 2012, red. C. Lübke, S. Troebst, A. Kliems, Lipsk 2012.
- Mitropa. GWZO-Jahresheft 2013, red. C. Lübke, S. Troebst, A. Kliems, C. Gölz, Lipsk 2013.
- István Fried: Gibt es ein literarisches (Ost-) Mitteleuropa?, Oskar-Halecki-Vorlesung 2007.
- Jahresvorlesung des GWZO, red. A. Kliems, Lipsk 2010[3].